# Jean Jacques Machado
Jean Jacques Machado (nació en Río de Janeiro (Brasil)) es uno de los cinco hermanos de la familia Machado del Jiu-jitsu brasileño.

## Biografía
Comenzó su entrenamiento de BJJ hace unos 20 años consiguiendo victorias en prácticamente todas las competiciones realizadas en su país durante la década de 1982-1992. En el año 1992 se trasladó a Estados Unidos donde mantuvo su racha de victorias en competición tanto a nivel nacional, como internacional. Ha realizado numerosos vídeos y libros donde enseña los conceptos y las técnicas de su visión del Jiu-jitsu brasileño. Algunos de ellos fueron el "Becoming A Champion" y un vídeo con parte de su trayectoria deportiva (superfights en Japón, ADCC etc.) llamado "Heart of a Champion". También posee numerosas academias por todo Estados Unidos y es uno de los consultores del cuerpo de policía de Los Ángeles en tácticas defensivas.

## Resultados
Record en BJJ y Grappling:
- 11 veces consecutivas campeón peso crucero del campeonato estadual de Río de Janeiro (1982-1992).
- 11 veces consecutivas campeón peso crucero del campeonato nacional (Brasil) (1982-1992).
- Campeón Grappling Style Challenge (Japón, 1995).
- Campeón Black Belt Super Challenge (1998).
- Campeón categoría 66-77kg, y trofeo al luchador más técnico de la competición en el Abu Dhabi Combat Club (ADCC) 1999.
- Subcampeón categoría 66-77kg Abu Dhabi Combat Club 2000.
- Campeón Black Belt Super Challenge (2000).
- Subcampeón categoría absoluta, trofeo a la mejor lucha del campeonato, y trofeo a la finalización más rápida de la competición en el Abu Dhabi Combat Club (ADCC) 2001.